# Company of Heroes 2
Company of Heroes 2 — компьютерная игра в жанре стратегии в реальном времени, разработанная компанией Relic Entertainment. Была анонсирована 7 мая 2012 года и выпущена 25 июня 2013 года для Windows. 27 августа 2015 года компания Feral Interactive выпустила игру для операционных систем macOS и Linux.

## Разработка и предшествующие события
Первоначально издателем являлась компания THQ, которая закрылась из-за финансовых проблем. В ходе аукциона 23 — 24 января 2013 года компания SEGA выкупила за $26,6 млн студию-разработчика Relic Entertainment со всеми её франшизами, в том числе с правами на серию Company of Heroes.
Согласно официальному анонсу игра использует игровой движок Essence Engine 3, первая версия которого была создана для оригинальной Company of Heroes, а вторая для разработки Dawn of War II.

## Сюжет
В лагерь, расположенный под Норильском в Красноярском крае, прибывает офицер НКВД Чуркин. Он понимает, что следующей сталинской чистки ему не пережить, и хочет поговорить со своим бывшим сослуживцем, военкором и диссидентом Львом Абрамовичем Исаковичем, приговорённым к расстрелу за антисоветскую деятельность. При встрече с Исаковичем, последний сначала обзывает Чуркина мерзавцем, но затем соглашается рассказать о том, что подвигло его на предательство. Исакович начинает рассказывать Чуркину о своей службе в рядах РККА. Он вспоминает героизм своих фронтовых товарищей и зверства командиров, которых открыто осуждает. Чуркин, в свою очередь, доказывает Исаковичу, что все эти поступки были оправданы и необходимы. Игра представляет собой воспоминания Исаковича и потому эпизоды подаются не в хронологическом порядке. Бывший военкор в не самых лестных выражениях вспоминает о Сталинградской Битве, прорыве блокады Ленинграда, отношениях русских с польскими партизанами из Армии Крайовой, подвиге группы советских солдат, сумевших ограниченными средствами одолеть «Тигр» и доставить его для изучения, неудачной попытке освободить военнопленных из концлагеря Майданек и, наконец, о битве за Берлин. В конце, имея на руках список зверств красных командиров и считая своим долгом, чтобы мир узнал нелестную правду, Исакович пытается бежать к Союзникам, но оказывается схвачен и отправлен в ГУЛАГ. В конце игры к Исаковичу приходит офицер охраны и собирается расстрелять его, но Чуркин убивает офицера, отдаёт бывшему военкору написанную им книгу с фактами зверств и говорит Исаковичу, чтобы тот рассказал правду. Последние кадры игры показывают Исаковича, бегущего сквозь заснеженный лес к виднеющемуся вдалеке Норильску.

## Технические сведения
С системой TrueSight видимость юнита на поле боя ограничивается прямой видимостью.
За отображение суровой зимы отвечает технология ColdTech. Теперь войска игрока мёрзнут, находясь на открытом пространстве, во время битвы периодически возникают снежные бури, а лёд и снег динамически изменяются под воздействием погоды, огня, движения техники и разрушительных взрывов.

## Рейтинг
| Сводный рейтинг       | Сводный рейтинг    |
| Агрегатор             | Оценка             |
| --------------------- | ------------------ |
| GameRankings          | 80,52 %            |
| Metacritic            | 80/100 (82 обзора) |
| MobyRank              | 85/100             |
| Иноязычные издания    |                    |
| Издание               | Оценка             |
| Destructoid           | 10/10              |
| Game Informer         | 8/10               |
| GameRevolution        | (4,0)              |
| GameSpot              | 7,5/10             |
| GamesRadar+           | [ 10 ]             |
| IGN                   | 8,4/10             |
| PC Gamer (US)         | 80/100             |
| Русскоязычные издания |                    |
| Издание               | Оценка             |
| 3DNews                | 8/10               |
| Absolute Games        | 65 %               |
| PlayGround.ru         | 8,4/10             |
| Riot Pixels           | 80/100             |
| «Игромания»           | 8/10               |

| Сводный рейтинг | Сводный рейтинг |
| Агрегатор       | Оценка          |
| --------------- | --------------- |
| GameRankings    | 81,13 %         |

| Сводный рейтинг | Сводный рейтинг |
| Агрегатор       | Оценка          |
| --------------- | --------------- |
| GameRankings    | 80,39 %         |

21 июня 2013 издание PC Gamer оценило игру на 80 баллов из 100 и заключило свою рецензию: «огромной, мощной и немного недоделанной». Ресурс Metacritic присвоил игре рейтинг в 80 баллов из 100 на основании отзывов 82 профессиональных критиков.
С 24 по 30 июня игра лидировала по количеству проданных копий на физических носителях в чарте 1С, и в период с 8 по 21 июля 2013 продолжала находиться в тройке лидеров по объёму продаж.
Летом 2018 года, благодаря уязвимости в защите Steam Web API, стало известно, что точное количество пользователей сервиса Steam, которые играли в игру хотя бы один раз, составляет 4 654 955 человек.

## Критика
В России и странах СНГ многие игроки выразили претензии по поводу игры. 22 июля 2013 года блогер Евгений Баженов (Badcomedian) выпустил видеообзор на игру, в котором жёстко раскритиковал её, после чего был начат сбор подписей под петицией о запрете игры в сервисе цифровой дистрибуции Steam, которую подписали тысячи человек, а также под петицией к директору компании-локализатора «1С-СофтКлаб» с требованием прекратить продажи игры на территории стран СНГ. Была выпущена версия видеообзора для англоязычной аудитории.
Основанием стало содержание сюжета игры. Игроки потребовали запретить игру к продаже на территории России и СНГ, так как по их мнению некоторые эпизоды игры не соответствуют истине. Негодование игроков вызвали моменты, в которых советские солдаты сжигают дома своих соотечественников, расстреливают польских партизан, уничтожают отступающих солдат. В одном из отзывов, размещённых на сайте Metacritic, написано: «Спасибо. Гитлер бы играл в эту игру с удовольствием». Relic Entertainment в ответ на критику заявила, что Company of Heroes 2 «исторически сбалансирована» и сообщила, что игра повествует как о героизме советских солдат, так и о жестокости и самолюбии на всех уровнях военной иерархии. Куинн Даффи, гейм-директор игры, заявил, что прочитал десятки книг о Восточном Фронте со всеми точками зрения, и поэтому разработчики были «честны настолько, насколько это возможно».
5 августа российский издатель игры «1С-СофтКлаб» объявил о прекращении продаж Company of Heroes 2 на физических носителях из-за реакции общественности. Игра продолжает присутствовать в розничной продаже, но её запасы в магазинах не возобновляются. Также она доступна в магазине цифровой дистрибуции Steam, где её продажами занимается основной издатель игры — компания Sega. В заявлении говорится, что компания собирается связаться с представителями Sega и студии Relic, создавшей игру, чтобы проинформировать их о сложившейся ситуации. Издатель Sega выпустил заявление, что «данная проблема будет рассмотрена внимательнейшим образом».
Заместитель руководителя проекта Игры@Mail.Ru Игорь Варнавский призвал к бойкоту игры и её минусованию на Metacritic, тем самым совершив «удар по продажам и репутации».

## Дополнение
- Operation Barbarossa (Операция Барбаросса) — первое и бесплатное дополнение. Игроку предстоит играть за СССР и Вермахт во время начала Великой Отечественной войны 1941 года.
- Case Blue Mission Pack (План «Блау») — второе дополнение. В июне 1942 года, после долгой и тяжёлой зимы, Вермахт начал массированное летнее наступление. Целью этой операции, названной планом «Блау», был захват нефтяных месторождений Кавказа. Начало наступления прошло блестяще, но под Сталинградом немецкие войска столкнулись с ожесточённым сопротивлением. Возглавьте силы вермахта и пройдите с ними долгий путь к победе в период между весной и суровой зимой 1942 года. Дата выхода: 25 сентября 2013 года.
- Victory at Stalingrad Mission Pack (Победа под Сталинградом) — третье дополнение. Зимой 1942 года советские войска героически обороняли Сталинград от превосходящих сил противника. Ценой огромных потерь защитники смогли остановить немецких захватчиков и перейти в контрнаступление. В ходе операций «Уран» и «Малый Сатурн» шестая армия вермахта была окружена в Сталинграде и уничтожена. Эта победа позволила Красной армии переломить ход войны. Примите командование советскими войсками в серии сценариев, заданий и боёв, посвящённых этой исторической победе. Ваше стратегическое руководство поможет Красной армии вырваться из когтей поражения и разгромить врага! Дата выхода: 13 ноября 2013 года.
- Southern Fronts Mission Pack (Южные фронты) — четвёртое дополнение. В начале 1943 года, в период весенней распутицы, Красная Армия предприняла ряд контрнаступательных операций на юго-восточном направлении Украины. В этой серии из 10 испытаний и сценариев вы сможете взять на себя командование обеими сторонами. Особое внимание уделяйте погоде: весенняя распутица затрудняет перемещение техники и делает ваши войска уязвимыми. Дата выхода: 11 декабря 2013 года.
- The Western Front Armies (Армия Западного Фронта) — мультиплеерное дополнение. Появились новые фракции: США и Главное Командование Вермахта (также можно приобрести отдельно), добавлены новые карты, командиры и техники. Дата выхода: 24 июня 2014 года.
- Ardennes Assault (Наступление на Арденнах) — сюжетное дополнение. Включает 18 нелинейных миссии, проходящих на территории Арденн и три уникальных роты (также есть Рота Фокс, где можно приобрести Fox Company Rangers). Дата выхода: 18 ноября 2014 года.
- The British Forces (Британские войска) — мультиплеерное дополнение. Появилась новая фракция: Британская армия, добавлены новые карты, командиры и техники. Дата выхода: 3 сентября 2015 года.

## Публикации
- Phill Cameron. Company of Heroes 2 Review // «The Telegraph» от 25 июня 2013 г.
- Роман Арсенин. Переписали историю // «Самарские известия», № 132 (6561) от 30 июля 2013 г.
- Артём Михайлов. «Эти люди облили дерьмом историю нашей страны». Интервью с блогером, остановившим продажу в России игры Company of Heroes 2 // Московские новости. — 8 августа 2013.
- Всеволод Пуља. Зашто видео-игра „Company of Heroes 2“ вређа Русе? (серб.) // Руска реч. — 15 августа 2013.
- Продажи лжеисторической игры Company of Heroes 2 остановлены. Спасибо, граждане // «Однако» от 5 августа 2013